# Pogonocherus anatolicus
Pogonocherus anatolicus — вид жесткокрылых из семейства усачей. Время лёта жука с марта по июль.

## Распространение
Распространён в Турции и на Кипре.

## Описание
Жук длиной 4—6 мм.

## Развитие
Развитие вида длится два года. Кормовыми растениями являются разные виды сосен (Pinus).